# Una città/In caduta libera
Una città/In caduta libera è il terzo singolo del gruppo cabarettistico veronese I Gatti di Vicolo Miracoli pubblicato nel 1977 da CBS.

## Il disco
Il singolo contiene sul lato A il brano Una città, sigla della trasmissione televisiva Gioco città, che vedeva il gruppo cabarettistico veronese ospite. Sul lato B è invece inciso il brano In caduta libera, tratto dall'album omonimo pubblicato nel 1975 e di cui questo è il solo singolo estratto.
Il singolo è stato prodotto da  Achille Manzotti, gli arrangiamenti e la direzione d'orchestra sono di Renato Angiolini, mentre la realizzazione è di Arturo Zitelli.

## Tracce
Lato A
1. Una città (Nini Salerno, Umberto Smaila)

Lato B
1. In caduta libera (Arturo Corso, Umberto Smaila)

## Formazione
- Umberto Smaila
- Jerry Calà
- Nini Salerno
- Franco Oppini